# Honorio Torrealba
Honorio José Torrealba Campos (Carora, Lara, 29 de junio de 1950-Caracas, 17 de agosto de 2010) fue un actor y humorista venezolano, conocido por interpretar personajes de los programas Radio Rochela, El Show de Joselo y Cheverísimo tales como Gregorita, El Tirabesitos y  Cheché (junto a Mamá Chicha).

## Biografía
A temprana edad se traslada a la ciudad de Caracas y comienza a trabajar en una farmacia, donde adquirió muchos conocimientos en el área. Debutó en el medio artístico en un concurso para un programa de imitación en Radio Caracas Televisión (RCTV), con el personaje de Rolando La Serie, donde resultó ganador. A partir de ese momento visualizó su futuro en la actuación y el medio humorístico.

### Inicio en Radio Rochela
A través de su amigo Pedro Soto consigue una entrevista con Gilberto Varela donde comienza a imitar a políticos, cantantes y los artistas más emblemáticos de la época, pero gracias a la imitación de Musiú La Cavalerie inició una brillante trayectoria artística, convirtiéndose en uno de los pilares del humor venezolano. 
Durante su paso por Radio Rochela imitó con gran éxito a cantantes de la talla como Felipe Pirela y José Feliciano, quien por su extraordinario talento imitándolo pidió conocerlo en persona. 
También imitó a políticos importantes de la época, personificó a Luis Piñerúa; Carlos Andrés Pérez y Gonzalo Barrios, entre otros. Su larga trayectoria por la Universidad del Humor, Radio Rochela, hizo del actor un humorista integral. Así mismo, imitaba casi a la perfección al comentarista deportivo Carlitos González.
No sólo participó en Radio Rochela, también participó en la serie de comedia Federrico, junto con Carlos Villagrán. Aquí interpretaba el papel de Yoyo, el niño vagabundo y pobre que emulaba al famoso Chavo del 8.

### Etapa en Venevisión
En 1988 llega a Venevisión a petición de Joselo para que lo acompañe en su programa El Show de Joselo. Más adelante, en 1992 pasa a formar parte del personal del programa humorístico Cheverísimo donde interpretaba varios personajes tales como Bolsa, No hay, Pa'qué más y Gregorita; siendo este último personaje el más recordado con su famosa frase "Rosendo sube, te monto la arepa".
Entre 1991 y 1992 también actuó en los unitarios humorísticos del espacio Noche de Comedia junto con Benjamín Rausseo (El Conde del Guácharo).
En 1994 estando en Cheverísimo imitaba al periodista deportivo Gonzalo López Silvero en el marco del Mundial de Fútbol de ese año.

### Radio
Se inició en la radio mediante consejo del humorista Joselo y su hermano, el cantautor Simón Díaz como narrador hípico en Radio Rumbos.

### Fallecimiento
Falleció el 17 de agosto de 2010 cerca de la medianoche en el Hospital Militar de Caracas, después de una larga batalla contra la diabetes con la cual venía luchando por varios años, así lo dio a conocer su hijo por las redes sociales. Tenía 60 años al momento de su deceso.

## Gregorita
Gregorita es sin duda uno de los personajes que más marcó la carrera artística de Torrealba, Gregorita es una mujer amargada, peleadora, eufórica y depresiva aunque pese a todo esto es una persona de buen corazón, amigable y de sentimientos; Gregorita tiene una manera de hablar muy tosca que hace resaltar su falta de educación y marginalidad, pronunciando la letra "L" en lugar de la "R" en sus oraciones pronunciadas, a esto se le suma el hecho de que constantemente se queja de las bajas condiciones en que vive por lo que discute con su marido Rosendo, el cual es alcohólico y mujeriego, Gregorita siempre discute con él por las infidelidades y malas acciones que este comete.